# Craig S. Morford

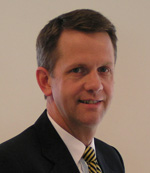
Craig S. Morford (2007)

Craig S. Morford (* 10. September 1959) ist ein US-amerikanischer Jurist, der zeitweise amtierender stellvertretender US Attorney General war.

## Leben
Nach dem Schulbesuch studierte Morford zuerst Wirtschaftswissenschaften am Hope College und schloss dieses Studium 1981 mit einem Bachelor of Arts (B.A. Economics) ab. Ein anschließendes postgraduales Studium der Rechtswissenschaften an der Law School der Valparaiso University beendete er 1984 mit einem Juris Doctor (J.D.).
Nachdem er anschließend fast zwanzig Jahre lang als Rechtsanwalt tätig gewesen war, wechselte er 2003 in das US-Justizministerium und war zunächst Sonderberater von Justizminister John Ashcroft. Anschließend übernahm er zwischen 2004 und 2005 kommissarisch das Amt eines US Attorney für Detroit, ehe er anschließend als erster stellvertretender US Attorney für den nördlichen Bezirk von Ohio tätig war.
Während dieser Zeit leitete er auch das Team, das erfolgreich Anklage gegen James Traficant vertrat, einem ausgeschlossenen Mitglied des US-Repräsentantenhauses aus Ohio und gegen den 2001 Ermittlungen wegen Schutzgelderpressung, Bestechung, Behinderung der Justiz und Steuerhinterziehung aufgenommen wurden. Darüber hinaus verfasste er den nach ihm benannten Morford Report über die sogenannte Detroit Sleeper Cell, einer Gruppe von in Detroit lebenden Männern, denen ein Anschlag auf das Disneyland Resort in Anaheim in Kalifornien vorgeworfen wurde.
Als es im Dezember 2006 zu mehreren Entlassungen von US Attorneys kam, übernahm er wiederum kommissarisch das Amt des US Attorney von Mittel-Tennessee. Nach dem Rücktritt von Paul McNulty wurde er im Mai 2007 als amtierender US Deputy Attorney General schließlich kommissarischer stellvertretender Justizminister der USA.
Nach Beendigung dieser Tätigkeit wechselte er im März 2008 in die Privatwirtschaft ist seitdem Chefrechtsberater und Generalbevollmächtigter für die Einhaltung von Verhaltensmaßregeln des Pharmaunternehmens Cardinal Health.